# Gouvernement Sarraut II
Troisième République
Laval IV Blum I
Le second gouvernement d'Albert Sarraut a duré du 24 janvier 1936 au 4 juin 1936.

## Composition
| Portefeuille                                                | Titulaire | Titulaire              | Parti       |
| ----------------------------------------------------------- | --------- | ---------------------- | ----------- |
| Président du Conseil                                        |           | Albert Sarraut         | PRRRS       |
| Ministre d’État                                             |           |                        |             |
| Ministre d’État, délégué permanent à la Société des Nations |           | Joseph Paul-Boncour    | USR         |
| Ministres                                                   |           |                        |             |
| Ministre de la Guerre                                       |           | Louis Maurin           | SE          |
| Ministre des Affaires étrangères                            |           | Pierre-Étienne Flandin | AD          |
| Ministre de l'Éducation nationale                           |           | Henri Guernut          | PRRRS       |
| Ministre de l'Intérieur                                     |           | Albert Sarraut         | PRRRS       |
| Ministre de la Justice                                      |           | Yvon Delbos            | PRRRS       |
| Ministre de l'Agriculture                                   |           | Paul Thellier          | AD          |
| Ministre des Finances                                       |           | Marcel Régnier         | PRRRS       |
| Ministre des Travaux publics                                |           | Camille Chautemps      | PRRRS       |
| Ministre des Colonies                                       |           | Jacques Stern          | AD          |
| Ministre du Travail                                         |           | Ludovic-Oscar Frossard | USR         |
| Ministre du Commerce et de l’Industrie                      |           | Georges Bonnet         | PRRRS       |
| Ministre des Postes, Télégraphes et Téléphones              |           | Georges Mandel         | DVD         |
| Ministre de la Santé publique et de l’Éducation physique    |           | Louis Nicolle          | FR puis DVD |
| Ministre de la Marine                                       |           | François Piétri        | AD          |
| Ministre des Pensions                                       |           | René Besse             | AD          |
| Ministre de l'Air                                           |           | Marcel Déat            | USR         |
| Ministre de la Marine marchande                             |           | Louis de Chappedelaine | RI          |
| Sous-secrétaire d’État                                      |           |                        |             |
| Sous-secrétaire d’État à la Présidence du Conseil           |           | Jean Zay               | PRRRS       |
| Sous-secrétaire d’État à l’Intérieur                        |           | André Beauguitte       | AD          |
| Sous-secrétaire d’État à l’Enseignement technique           |           | Alfred Jules-Julien    | PRRRS       |
| Sous-secrétaire d’État aux Travaux publics                  |           | Pierre Mazé            | PRRRS       |
| Sous-secrétaire d’État au Travail                           |           | Maxence Bibié          | USR         |

## Politique menée
Le gouvernement d'Albert Sarraut poursuit la politique de déflation (réduction par décret des prix de divers produits et compressions des dépenses publiques) mis en œuvre à partir de juillet 1935 par le précédent gouvernement de Pierre Laval. Cette politique n'aboutit pas à la baisse des prix espérée, car le gouvernement en fait entretient l'inflation en comblant le déficit budgétaire par l'émission de bons du Trésor que les souscripteurs réescomptent auprès de la Banque de France. Ainsi les liquidités en circulation augmentent et stimulent la demande intérieure et l'industrie doit y faire face par une hausse de sa production, alors que dans le même temps de mauvaises récoltes et le contingentement des importations poussent à l'augmentation des prix agricoles.
La gauche appelle les électeurs à « voter contre la vie chère ».
Quand Hitler fait pénétrer la Wehrmacht en Rhénanie le 7 mars 1936, le gouvernement français donne des instructions pour une mobilisation partielle en vue d'une action militaire. Le général Maurice Gamelin le dissuade d'intervenir.